# Eriastrum harwoodii
Eriastrum harwoodii là một loài thực vật có hoa trong họ Polemoniaceae. Loài này được (T.T.Craig) D.Gowen mô tả khoa học đầu tiên năm 2008.